# Mingus Mingus Mingus Mingus Mingus
| Recensione                          | Giudizio |
| ----------------------------------- | -------- |
| Allmusic                            | [ 1 ]    |
| The Rolling Stone Jazz Record Guide | [ 2 ]    |
| Piero Scaruffi                      | 5/10     |

Mingus Mingus Mingus Mingus Mingus è un album discografico del 1963 del musicista jazz statunitense Charles Mingus.

## Tracce
Molte delle tracce di questo album erano già state incise in precedenza, con titoli diversi, su altri dischi. Per esempio:
1. Theme for Lester Young – incisa come Goodbye Pork Pie Hat in Mingus Ah Um
2. II B.S. – Haitian Fight Song in Plus Max Roach e The Clown (registrata anche come Hog Callin' Blues in Oh Yeah)
3. Freedom – Freedom in Epitaph
4. Better Get Hit in Yo' Soul – Better Git It in Your Soul in Mingus Ah Um (conosciuto anche come Better Git Hit in Your Soul in Mingus at Antibes)
5. Hora Decubitus – E's Flat, Ah's Flat Too in Blues & Roots
6. I X Love – Duke's Choice in A Modern Jazz Symposium of Music and Poetry.[4][5][6]

## Freedom
Freedom, di Charles Mingus (estratto)
This mule ain't from Moscow,
this mule ain't from the South.
But this mule's had some learning,
mostly mouth-to-mouth.
L'espressione «This mule ain't from Moscow»,  può essere un riferimento al "Moscow mule", un drink composto da vodka e birra ginger molto popolare negli anni cinquanta, ma può anche riferirsi agli schiavi afroamericani spesso definiti "muli" da soma.
Mingus fece altre canzoni con testi in "poesia parlata":
- Scenes in the City
- The Chill of Death
- The Clown
- Weary Blues (testo recitato da Langston Hughes).

Varie altre composizioni di Mingus hanno un testo vero e proprio:
- Fables of Faubus
- Oh Lord, Don't Let Them Drop That Atomic Bomb on Me
- Devil Woman

## Tracce
Tutte le tracce sono opera di Charles Mingus, eccetto dove indicato.
1. II B.S. – 4:46
2. I X Love – 7:38
3. Celia – 6:12
4. Mood Indigo (Duke Ellington/Barney Bigard) – 4:43
5. Better Get Hit in Yo' Soul – 6:28
6. Theme for Lester Young – 5:50
7. Hora Decubitus – 4:41
8. Freedom – 5:10

- Alcune edizioni dell'album come la numero di catalogo AS-54-B della Impulse Records, contengono una diversa scaletta dei brani, che non comprende la traccia Freedom.

## Crediti
Tracce 1, 4-8, registrate a New York il 20 settembre 1963:
- Charles Mingus - Contrabbasso, (voce sulla traccia 8)
- Eddie Preston - Tromba
- Richard Williams - Tromba
- Britt Woodman - Trombone
- Don Butterfield - Tuba
- Jerome Richardson - Sax soprano, sax baritono, flauto
- Dick Hafer - Sax tenore, clarinetto, flauto
- Booker Ervin - Sax tenore
- Eric Dolphy - Sax alto, flauto
- Jaki Byard - Pianoforte
- Walter Perkins - Batteria

Tracce 2 e 3, registrate a New York il 20 gennaio 1963:
- Charles Mingus - Contrabbasso, pianoforte
- Rolf Ericson - Tromba
- Richard Williams - Tromba
- Quentin Jackson - Trombone
- Don Butterfield - Tuba
- Jerome Richardson - Sax soprano, baritono, flauto
- Dick Hafer - Sax tenore, flauto, oboe
- Charlie Mariano - Sax alto
- Jaki Byard - Pianoforte
- Jay Berliner - Chitarra
- Dannie Richmond - Batteria

- Bob Hammer - Arrangiamento musicale
- Bob Thiele - Produttore
- Michael Cuscuna - Produzione ristampa
- Bob Simpson - Ingegnere del suono
- Erick Labson - Rimasterizzazione